# Final da Liga Europa da UEFA de 2012–13
A Final da Liga Europa da UEFA de 2012–13 foi a 42ª edição da decisão da segunda principal competição da Europa. Ela foi disputada em 15 de maio de 2013 na Amsterdam Arena, em Amesterdão. O ex-jogador Patrick Kluivert foi o embaixador do evento.

## Bilhetes
Cada equipe recebeu cerca de 10.000 ingressos para distribuição entre seus torcedores. Vendidos exclusivamente no sítio da UEFA. Os demais serão reservados a organização e membros da UEFA, parceiros comerciais e de televisão do evento. Os preços variam entre €45 e €135.

## Caminho até a final
As equipes finalistas disputaram a Fase de Grupos da Liga dos Campeões 2012–13 e concluíram esta fase terceiro lugar em seus respectivos grupos. Pelo regulamento, obtiveram ainda o direito de disputar as Fases finais da Liga Europa da UEFA de 2012–13.
| Time           | Pts | J | V | E | D | GP | GC | SG |
| -------------- | --- | - | - | - | - | -- | -- | -- |
| Barcelona      | 13  | 6 | 4 | 1 | 1 | 10 | 6  | +4 |
| Celtic         | 10  | 6 | 3 | 1 | 2 | 9  | 8  | +1 |
| Benfica        | 8   | 6 | 2 | 2 | 2 | 5  | 5  | 0  |
| Spartak Moscou | 3   | 6 | 1 | 0 | 3 | 7  | 14 | –7 |

| Time             | Pts | J | V | E | D | GP | GC | SG  |
| ---------------- | --- | - | - | - | - | -- | -- | --- |
| Juventus         | 12  | 6 | 3 | 3 | 0 | 12 | 4  | +8  |
| Shakhtar Donetsk | 10  | 6 | 3 | 1 | 2 | 12 | 8  | +4  |
| Chelsea          | 10  | 6 | 3 | 1 | 2 | 16 | 10 | +6  |
| Nordsjælland     | 1   | 6 | 0 | 1 | 5 | 4  | 22 | –18 |

Legenda: (C)-casa; (F)-fora

## Partida
| 15 de maio de 2013 | Benfica           | 1–2       | Chelsea                     | Amsterdam ArenA, Amesterdão                |
| 20:45 (CET)        | Cardozo 68' (pen) | Relatório | Torres 60' · Ivanović 90+3' | Público: 46 163 Árbitro: NED Björn Kuipers |

| Benfica | Chelsea |

| GK           | 1  | Artur Moraes           |       |
| RB           | 34 | André Almeida          |       |
| CB           | 4  | Luisão                 | 62'   |
| CB           | 24 | Ezequiel Garay         | 45+1' |
| LB           | 25 | Lorenzo Melgarejo      |       |
| DM           | 21 | Nemanja Matić          |       |
| CM           | 35 | Enzo Pérez             |       |
| RW           | 18 | Eduardo Salvio         |       |
| LW           | 20 | Nicolás Gaitán         |       |
| CF           | 19 | Rodrigo                |       |
| CF           | 7  | Óscar Cardozo          |       |
| Substitutos: |    |                        |       |
| GK           | 13 | Paulo Lopes            |       |
| DF           | 33 | Jardel                 |       |
| MF           | 89 | André Gomes            |       |
| MF           | 23 | Jonathan Urretavizcaya |       |
| MF           | 10 | Pablo Aimar            |       |
| MF           | 15 | Ola John               |       |
| FW           | 11 | Lima                   |       |
| Técnico:     |    |                        |       |
| Jorge Jesus  |    |                        |       |

| GK             | 1  | Petr Čech          |     |
| RB             | 28 | César Azpilicueta  |     |
| CB             | 2  | Branislav Ivanović |     |
| CB             | 24 | Gary Cahill        |     |
| LB             | 3  | Ashley Cole        |     |
| DM             | 4  | David Luiz         |     |
| CM             | 8  | Frank Lampard      |     |
| RW             | 7  | Ramires            |     |
| AM             | 10 | Juan Mata          |     |
| LW             | 11 | Oscar              | 14' |
| CF             | 9  | Fernando Torres    |     |
| Substitutos:   |    |                    |     |
| GK             | 22 | Ross Turnbull      |     |
| DF             | 19 | Paulo Ferreira     |     |
| MF             | 12 | Mikel John Obi     |     |
| MF             | 57 | Nathan Aké         |     |
| MF             | 30 | Yossi Benayoun     |     |
| MF             | 13 | Victor Moses       |     |
| FW             | 21 | Marko Marin        |     |
| Técnico:       |    |                    |     |
| Rafael Benítez |    |                    |     |

Assistentes:
 Sander van Roekel

 Erwin Zeinstra

Quarto árbitro:
Felix Brych
Assistentes adicionais:
 Pol van Poekel

 Richard Liesveld